# Stenopodessa
Stenopodessa is een geslacht van wantsen uit de familie van de Reduviidae (Roofwantsen). Het geslacht werd voor het eerst wetenschappelijk beschreven door Barber in 1930.

## Soorten
Het genus bevat de volgende soorten:

- Stenopodessa lanei Costa Lima & Campos Seabra, 1945
- Stenopodessa piligera Barber, 1930